# 吾妻流
吾妻流（あづまりゅう）は、日本舞踊の流派のひとつ。
江戸三座のひとつである市村座の座付き振付師であった初代吾妻東蔵が創始したとされるが、初期の吾妻流家元は初代の後、3代で一旦途絶える。
昭和に入り十五代目市村羽左衛門の娘である藤間春枝が再興し、1933年（昭和8年）、吾妻春枝として四代目家元を襲名した。戦後は四代目家元である初代吾妻徳穂（吾妻春枝が改名）が中心となり、海外公演を通じて歌舞伎舞踊を海外に紹介した。

## 歴代宗家
- 十五代目市村羽左衛門 - 初世宗家
- 初代吾妻徳穂 - 二世宗家
- 二代目吾妻徳穂 - 三世宗家[1]

## 歴代家元
- 初代吾妻東蔵 - 初代家元
- 二代目吾妻藤蔵 - 二代目家元
- 三代目吾妻藤蔵 - 三代目家元
- 初代吾妻徳穂 - 四代目家元
- 吾妻徳隆（五代目中村富十郎） - 五代目家元
- 吾妻徳彌（二代目吾妻徳穂） - 六代目家元
- 吾妻徳陽（中村壱太郎） - 七代目家元[1]